# Étrangeté
En physique des particules, l’étrangeté est une propriété de certaines particules élémentaires. Notée S (pour l'anglais strangeness), c'est un nombre entier relatif, qui peut donc être positif ou négatif. Elle intervient dans les calculs de désintégration rapide liée à l'interaction forte.
En notant {\displaystyle {\overline {n}}} le nombre d'antiquarks étranges et {\displaystyle n} le nombre de quarks étranges, alors l'étrangeté de la particule est donnée par :
{\displaystyle S={\overline {n}}-n}
Le baryon possédant l'étrangeté la plus importante est l'hypéron Ω−, pour lequel {\displaystyle S=-3}.
L'étrangeté est une propriété conservée par l'interaction forte et l'électromagnétisme, mais pas par l'interaction faible. Ainsi, les particules possédant une étrangeté non nulle ne peuvent se désintégrer que par l'interaction faible, plus lente, et ont de fait une durée de vie plus longue.

## Histoire
Lors des premiers temps de la physique des particules (première moitié du XXe siècle), les hadrons comme le proton, le neutron et les pions étaient considérés comme des particules élémentaires. Toutefois, de nouveaux hadrons furent découverts ; si très peu étaient connus dans les années 1930 et 1940, en particulier à cause des limitations techniques de l’époque (les chercheurs utilisaient des chambres à brouillard), cela n’était déjà plus le cas dans les années 1950. Cependant, si la plupart de ces particules se désintégrant par l’interaction forte avaient une durée de vie de l’ordre de 10−23 seconde, certaines, se désintégrant par l’interaction faible, atteignaient une durée de vie de l’ordre de 10−10 seconde. Une durée de vie aussi longue semblait contredire les prédictions d’alors, compte tenu de la masse des particules concernées. C’est en étudiant ces désintégrations que Murray Gell-Mann (à partir de 1953),,, et Kazuhiko Nishijima (en 1955), développèrent le concept d’étrangeté (que Nishijima appela eta-charge, d’après le méson êta (η)), qui qualifiait la propriété responsable de la durée de vie « étrangement » longue de ces particules. La formule de Gell-Mann–Nishijima (en) résulte de ces efforts pour comprendre ces désintégrations étranges.